# 会田信清
会田 信清（あいだ のぶきよ）は、戦国時代の武士。

## 略歴
遠山綱景に仕えた。江戸衆として下平川、葛西小岩、飯塚、奥戸に276貫900文の知行を有した 。